# Selección de fútbol de Austria
La selección de fútbol de Austria (en alemán: Österreichische Fußballnationalmannschaft) es el equipo representativo del país en las competiciones oficiales. Su organización está a cargo de la Asociación Austríaca de Fútbol, perteneciente a la UEFA. Su mejor desempeño en la Copa Mundial de Fútbol fue en Suiza 54, donde alcanzó el tercer puesto y su participación más reciente fue en Francia 98. También ha participado en cuatro Eurocopas, la primera en 2008 donde fue anfitrión junto a Suiza y la más reciente en la Euro 2024, donde alcanzó su mejor participación llegando a octavos de final en la novena posición.

## Historia

### Antes de la Segunda Guerra Mundial

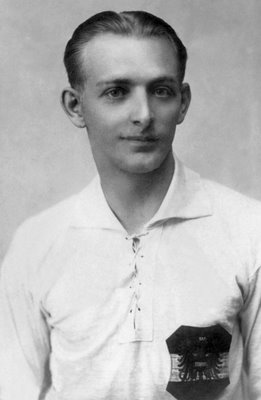
Matthias Sindelar, considerado como el mejor futbolista austriaco de la historia.

La Asociación Austríaca de Fútbol ("ÖFB") fue fundada el 18 de marzo de 1904 en el Imperio Austro-Húngaro. Max Scheuer, un defensor judío que jugó para la selección de fútbol de Austria en 1923, fue posteriormente asesinado durante el Holocausto en el campo de concentración de Auschwitz.
El equipo disfrutó del éxito en la década de 1930 con el entrenador Hugo Meisl, convirtiéndose en un equipo dominante en Europa y ganándose el apodo de "Wunderteam". La estrella del equipo fue Matthias Sindelar. El 16 de mayo de 1931, fueron el primer equipo de Europa continental en derrotar a Escocia. En la Copa Mundial de Fútbol de 1934, Austria terminó cuarto después de perder 1-0 ante Italia en las semifinales y 3-2 ante Alemania en el desempate por el tercer puesto. Fueron subcampeones en los Juegos Olímpicos 1936 en Alemania, nuevamente perdiendo ante Italia por 2-1, a pesar de haber sido derrotados en los cuartos de final por Perú, luego de la retirada de los peruanos. Sin embargo, según una investigación, la sorpresiva victoria de Perú fue deliberadamente anulada por Adolf Hitler para favorecer a los austriacos.
El equipo se clasificó para la Copa Mundial de Fútbol de 1938, pero Austria fue anexada a Alemania en el Anschluss el 12 de marzo de ese año. El 28 de marzo, se notificó a la FIFA que la ÖFB había sido abolida, lo que provocó la retirada de la selección de la Copa del Mundo. En cambio, el equipo alemán representaría el antiguo territorio austríaco. Teóricamente, un equipo unido podría haber sido una fuerza aún más fuerte que cada uno de los separados, pero el entrenador alemán Sepp Herberger tuvo poco tiempo y muy pocos partidos para preparar y fusionar los muy diferentes estilos de juego y actitud. Los exprofesionales austriacos superaban a los jugadores atléticos pero amateurs del "Viejo Imperio" en un derbi de "reunificación" que se suponía que terminaría en empate, pero en los minutos finales, los austriacos anotaron dos veces, y Matthias Sindelar también falló demostrativamente el Gol alemán, y posteriormente declinando a ser internacional con Alemania. En una revancha posterior, los alemanes se vengaron y ganaron 9-1. A principios de abril, Herberger preguntó si dos equipos separados podían ingresar de todos modos, pero el "Reichssportführer" Hans von Tschammer und Osten dejó en claro que esperaba ver una proporción de 5: 6 o 6: 5 de jugadores de los dos equipos hasta ahora. Como resultado, cinco jugadores de 
Austria Viena, Rapid Viena y First Vienna FC fueron parte del equipo que solo logró un empate 1-1 en el primer partido contra Suiza, que requirió una revancha. Con la expulsión del delantero del Rapid Viena, Hans Pesser, y no satisfecho con otros dos, Herberger tuvo que modificar la alineación en seis posiciones para cumplir de nuevo la cuota de 6: 5. El equipo totalmente alemán lideró a los suizos 2-0 después de 15 minutos, pero finalmente perdió 4-2 en París frente a una multitud bastante antialemana, francesa y suiza, ya que pocos seguidores alemanes pudieron viajar a Francia debido a las restricciones alemanas.

### Después de la Segunda Guerra Mundial

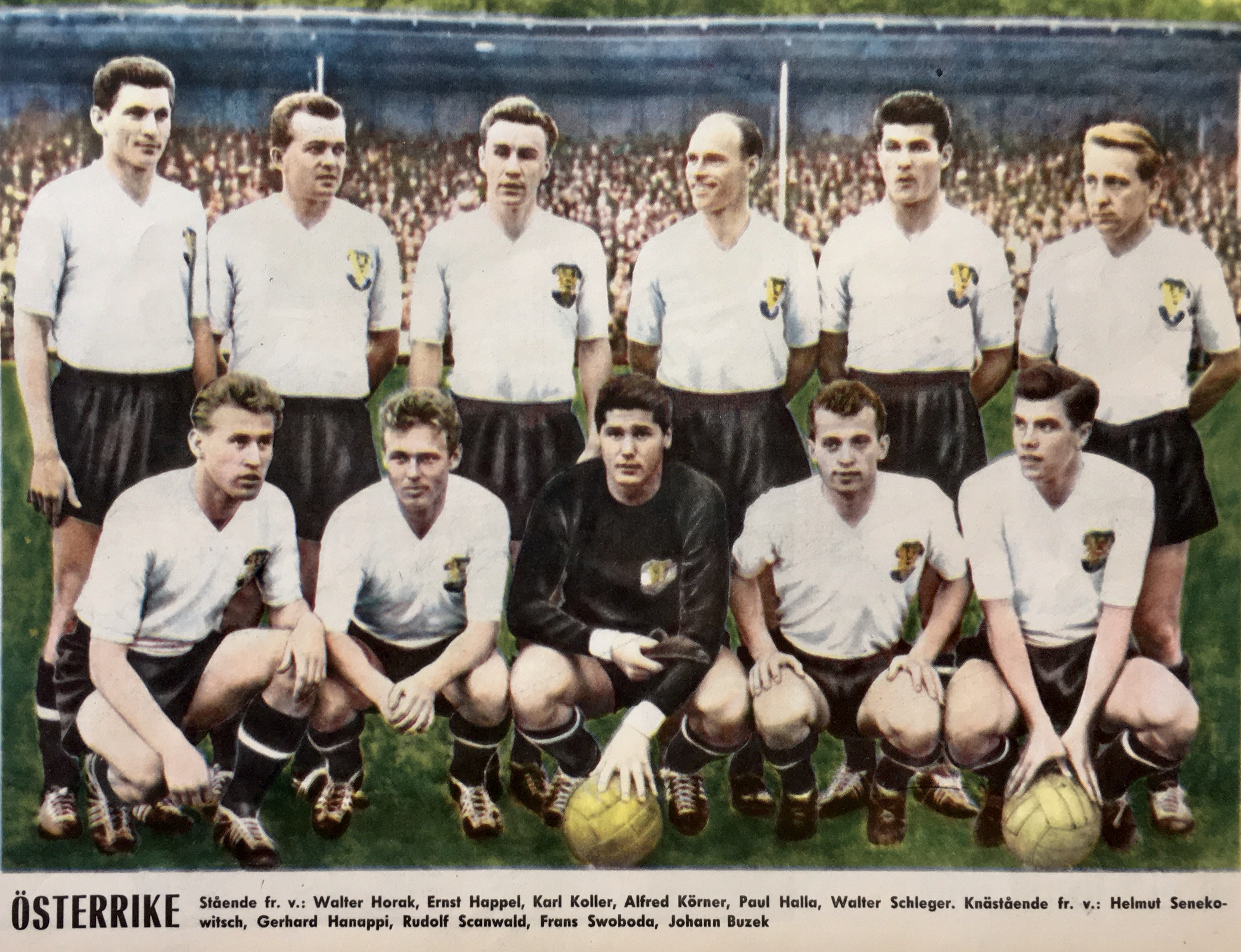
Austria en 1958 con los siguientes jugadores: de izquierda a derecha, de pie; Walter Horak, Ernst Happel, Karl Koller, Alfred Körner, Paul Halla, Walter Schleger; agachados: Helmut Senekowitsch, Gerhard Hanappi, Rudolf Szanwald, Franz Swoboda y Johann Buzek.

Después de la Segunda Guerra Mundial, Austria se separó nuevamente de Alemania. El mejor resultado de Austria llegó en 1954 encaminado por Ernst Ocwirk. Donde perdieron en las semifinales por 6-1 ante los eventuales campeones Alemania, pero terminaron terceros después de vencer al campeón defensorUruguay por 3-1. A lo largo de los años, se desarrolló una rivalidad fuerte pero principalmente desigual con Alemania.
En la Copa Mundial de Fútbol de 1958 en Suecia  la selección austriaca fue una decepción. Las derrotas ante los eventuales campeones Brasil, la emergente Unión Soviética y un empate contra una Inglaterra debilitada (que se estaba reconstruyendo después de la pérdida de varios de sus jugadores clave debido al desastre aéreo de Múnich) impidieron que el equipo llegara a la siguiente ronda. Aún manteniendo la gran popularidad en el país, bajo el nuevo entrenador Karl Decker, nuevamente causaron sensación internacional en la era. Frente a una multitud récord de más de 90.000 espectadores, que fue posible gracias a la ampliación del Estadio Ernst Happel, el equipo pudo vencer a la Unión Soviética por 3-1 y a España por 3-0. Sin embargo, por falta de dinero, Austria decidió no participar en el Mundial de 1962 en Chile, y el equipo se vino abajo. El abrupto final del éxito de Austria en el período de posguerra condujo a la clara derrota 0-6 contra Checoslovaquia en 1962, de la que muchos jugadores y también Karl Decker no se recuperaron.
Después del final de la era Decker, el equipo no pudo durante mucho tiempo conectarse con los viejos éxitos; estos se limitaron principalmente a victorias sorpresa en juegos individuales. Debido a la gran popularidad de la selección austriaca, el 20 de octubre de 1965, Austria logró ser el tercer equipo del continente en derrotar a Inglaterra en casa. Toni Fritsch, que entonces fue apodado "Wembley Toni", logró dos goles en la victoria por 3-2. Sin embargo, Austria falló por primera vez en clasificarse para la Copa Mundial de Fútbol de 1966, terminando tercero después de Hungría y Alemania Oriental; logró un solo empate en casa y luego no pudo ganar ni un solo partido. En el verano de 1968, Leopold Šťastný, el exitoso entrenador eslovaco del 
Wacker Innsbruck, se hizo cargo del equipo. A pesar de no clasificarse para la Copa del Mundo de 1970, el nuevo entrenador enfatizó el desarrollo de nuevos jugadores en lugar de depender de la vieja guardia. Con el apoyo de una gran euforia futbolística, Austria estuvo muy cerca de clasificarse para el mundial celebrado en Alemania.Terminaron empatados en el primer lugar con Suecia, incluso en goles y diferencia de gol, por lo que se necesitaba un desempate para la clasificación, que se celebró en Gelsenkirchen. Para tener suficiente tiempo para prepararse, se suspendió la ronda del campeonato y el estadio de Gelsenkirchen se preparó cinco días antes del desempate. En terreno cubierto de nieve, Austria perdió 1-2, pero con numerosas ocasiones perdidas, como golpear el larguero.

### Regreso a un Mundial después de 20 años: Argentina 78 y España 82
Dirigido por Herbert Prohaska y el delantero Hans Krankl, y respaldada por Bruno Pezzey, Austria llegó a la Copa del Mundo en 1978 y 1982 y en ambas ocasiones llegó a la segunda ronda. Este equipo de Austria, dirigido por Helmut Senekowitsch, es ampliamente considerado como el mejor equipo austríaco posterior a la Segunda Guerra Mundial.
En Argentina 78, empezaron ganando dos encuentros, ante España y Suecia además de perder ante Brasil; finalmente pasaron de ronda detrás de Brasil, fueran agrupados Países Bajos, Italia y Alemania Federal
Habiendo perdido dos partidos(una goleada por 5-1 ante Países Bajos), y sabiendo que con seguridad terminarían últimos en su grupo, hicieron un esfuerzo especial para su último partido en Córdoba contra Alemania Occidental. Los austriacos le negaron al actual campeón del mundo un viaje al partido por el tercer puesto, venciéndolos 3-2 con dos goles de Hans Krankl, más un gol en propia puerta. El reportaje de celebración del comentarista de radio Edi Finger ("¡ I werd narrisch! ") Se hizo famoso en Austria, donde es considerado el " Milagro de Córdoba ", mientras que los alemanes occidentales consideran el juego y el comportamiento austriaco como una vergüenza.
Durante el Mundial de España de 1982, Austria nuevamente ganó sus dos primeros partidos; sin embargo volvieron a enfrentar a Alemania Occidental , en el último partido de la fase de grupos. Debido a que los otros dos equipos del grupo habían jugado su último partido el día anterior, ambos equipos sabían que una victoria de Alemania Occidental por un gol haría que ambos se lograran clasificar, mientras que todos los demás resultados eliminarían a un equipo u otro. Después de diez minutos de ataque furioso, Horst Hrubesch anotó para Alemania Occidental y los dos equipos patearon el balón principalmente durante 80 minutos con pocos intentos de ataque. El partido se conoció como el "pacto de no agresión de Gijón". Argelia también había ganado sus dos partidos, incluida una sorprendente sorpresa sobre Alemania Occidental en el primer partido, pero entre los tres equipos que habían ganado dos partidos, fue eliminado por diferencia de goles, habiendo concedido dos goles tardíos en su victoria por 3-2 sobre Chile . La afición argelina estaba furiosa, e incluso la afición austríaca y de Alemania Occidental se mostró extremadamente descontenta . Como resultado de este partido, todos los torneos futuros verán los últimos partidos de grupo jugados simultáneamente. Austria e Irlanda del Norte fueron eliminados al perder ante Francia en la segunda ronda de la fase de grupos.

### Irregular década de los 90
Liderada por el delantero Toni Polster, Austria se clasificó para la Copa Mundial de Fútbol de 1990, pero fue eliminada en la primera ronda, a pesar de derrotar a Estados Unidos por 2-1. Mucho peor fue la sorprendente derrota por 1-0 contra las Islas Feroe, un equipo formado por aficionados, en la campaña de clasificación para la Eurocopa 1992, considerado la peor vergüenza del equipo austriaco y una de las mayores sorpresas en la historia del fútbol. El juego se jugó en Landskrona, Suecia, porque no había campos de hierba en las Islas Feroe. Era una señal de lo que vendría. Austria sufrió otro par de años de campañas de clasificación fallidas, a pesar de jugar un fútbol entretenido en las etapas finales de la clasificación para la Eurocopa 1996.
En la Copa del Mundo de 1998, Austria quedó en el Grupo B junto a Italia, Camerún y Chile. Su aparición fue breve pero accidentada, ya que lograron la curiosa hazaña de solo anotar en el tiempo de descuento en cada uno de sus partidos. Contra Camerún, el gol de Pierre Njanka fue anulado por el disparo tardío de Toni Polster. En su segundo partido, fue Ivica Vastić quien logró el empate en el último minuto. Austria no tuvo tanta suerte en su crucial partido final en el Stade de France. Italia marcó dos goles en el descanso: un cabezazo de Christian Vieri y un toque de Roberto Baggio. Andi Herzog marco en el tiempo de descuento, pero no fue suficiente para evitar que Austria terminara eliminada, detrás de Italia y Chile.

### SigloXXI

#### Década de 2000: Comienzo del declive

Alineacion contra Croacia

Después de 1998, Austria comenzó a bajar su nivel. No se clasificaron para la Copa Mundial de Fútbol de 2002 y la Eurocopa 2000, y sufrieron vergüenza (similar a la derrota de las Islas Feroe) cuando perdieron 9-0 ante España y 5-0 ante Israel en 1999. En 2006, Josef Hickersberger se convirtió en entrenador de Austria, que incluyó algunos resultados respetables como una victoria por 1-0 contra Suiza en 2006.
Austria se clasificó automáticamente para la Eurocopa 2008 como coanfitrión. En su primer gran torneo en la nueva década, la mayoría de los comentaristas los consideraban forasteros y choferes de Alemania, Croacia y Polonia en la fase de grupos. Muchos compatriotas estaban de acuerdo y 10.000 austríacos firmaron una petición exigiendo que Austria se retirara del torneo para evitar la vergüenza de la nación. Sin embargo, Austria obtuvo mejores resultados de lo esperado. Lograron un empate 1-1 con Polonia y perdieron 1-0 ante los favorecidos Croacia y Alemania.
Poco después de la eliminación de Austria en primera ronda del torneo, Hickersberger dimitió como entrenador de la selección nacional.Karel Brückner, que había dimitido como entrenador de la República Checa tras la salida de ese país en la primera ronda de la Eurocopa 2008, fue nombrado como su sustituto. Después de solo ocho meses, Brückner fue liberado en marzo de 2009 y posteriormente Dietmar Constantini ocupó el cargo .

#### Década de 2010: Pequeño resurgimiento y declive

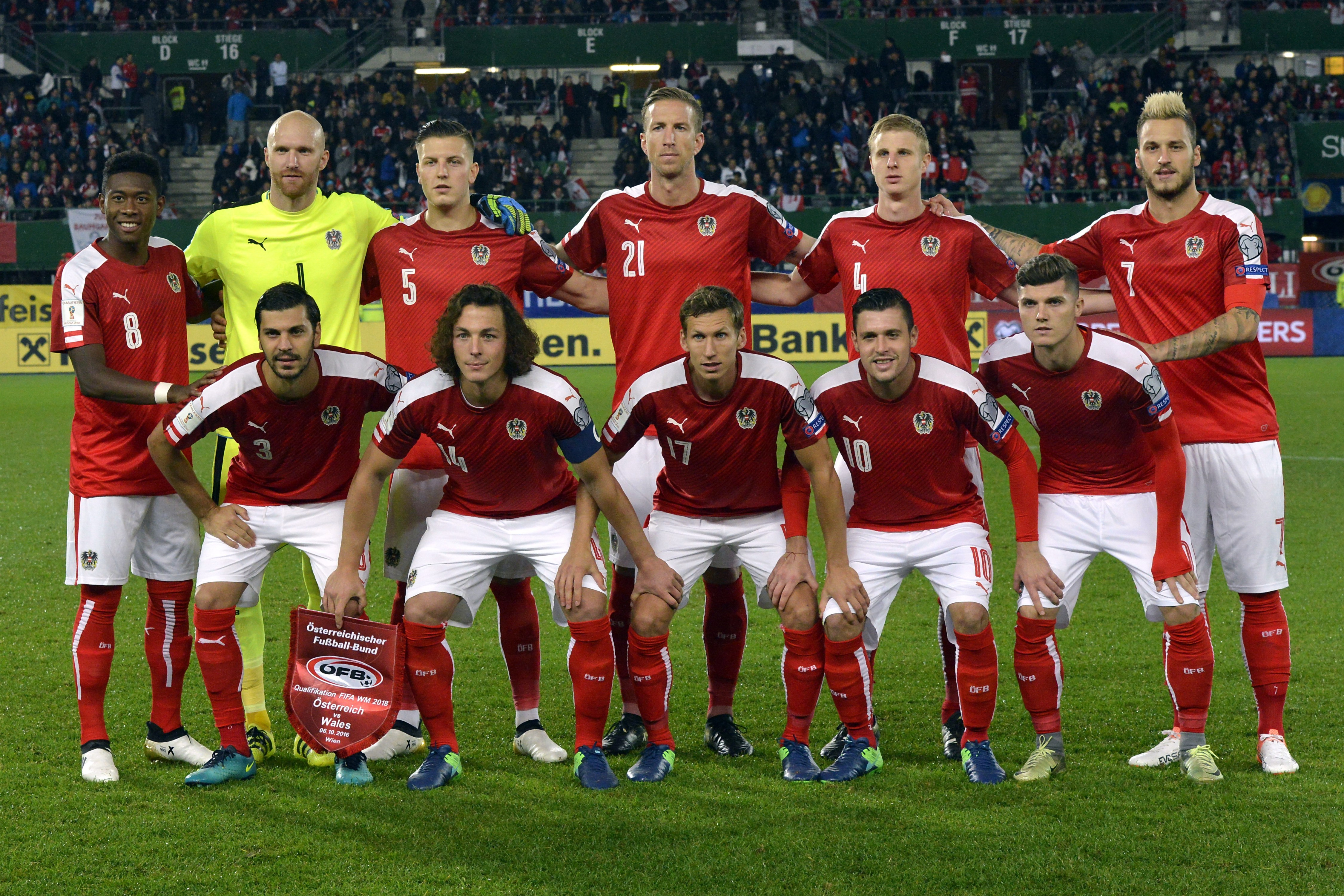
Austria en la clasificación para la Euro 2016.

En la campaña de clasificación para la Eurocopa 2012, los austriacos jugaron contra Kazajistán, Azerbaiyán, Bélgica, Turquía y Alemania.
Durante los siguientes años, el equipo austriaco experimentó un gran renacimiento. Varios jugadores de la selección sub-20 de 2007 que terminaron cuartos en la Copa del Mundo ese año terminaron desarrollándose y convirtiéndose en titulares completos para la selección absoluta, incluidos Sebastian Prödl, Markus Suttner, Martin Harnik, Veli Kavlak, Erwin Hoffer, Zlatko Junuzović y Rubin Okotie.
El equipo no se clasificó para la Copa del Mundo de 2014 en Brasil, pero terminó tercero con 17 puntos y una diferencia de +10 goles en su grupo de clasificación. Hubo una serie de resultados notables, como victorias en casa sobre la República de Irlanda y Suecia, así como una estrecha derrota en casa ante Alemania y un empate 2-2 en Irlanda en la revancha.
La campaña de clasificación para la Eurocopa 2016 fue aún más exitosa. Una vez más, los austriacos lucharon y empataron con los suecos 1-1, antes de vencer al mismo oponente en una victoria por 4-1 en suelo sueco. Austria también venció a Rusia dos veces en casa y fuera con el marcador 1-0. Austria también registró un par de victorias sobre Moldavia (2-1 en Chișinău) y Montenegro (1-0 en Viena). Rubin Okotie marcó el gol decisivo en los últimos 20 minutos del partido después de que un gol austríaco anterior un minuto antes fuera anulado de forma polémica. Una semana después, el equipo jugó un partido amistoso a domicilio contra Brasil, perdiendo 2-1. Austria terminó su campaña de clasificación para la Euro 2016 al encabezar el grupo invicto, lo que llevó a los austriacos a estar entusiasmados con una nueva generación dorada.
Sin embargo, a pesar de esta exitosa actuación en la clasificación, el torneo en sí resultó ser una completa pesadilla para los austriacos. Austria se agrupó en el grupo F con Hungría, Portugal e Islandia, y fue considerada la favorita para avanzar de ronda. Austria, sin embargo, abrió su campaña con una sorprendente derrota por 0-2 ante su vecina Hungría, en la que el defensa Aleksandar Dragović fue expulsado. A esto siguió un alentador empate 0-0 ante Portugal, en el que Cristiano Ronaldo falló un penalti. No obstante, Austria terminó perdiendo 1-2 ante la debutante Islandia y fue sorprendentemente eliminada con solo un punto..

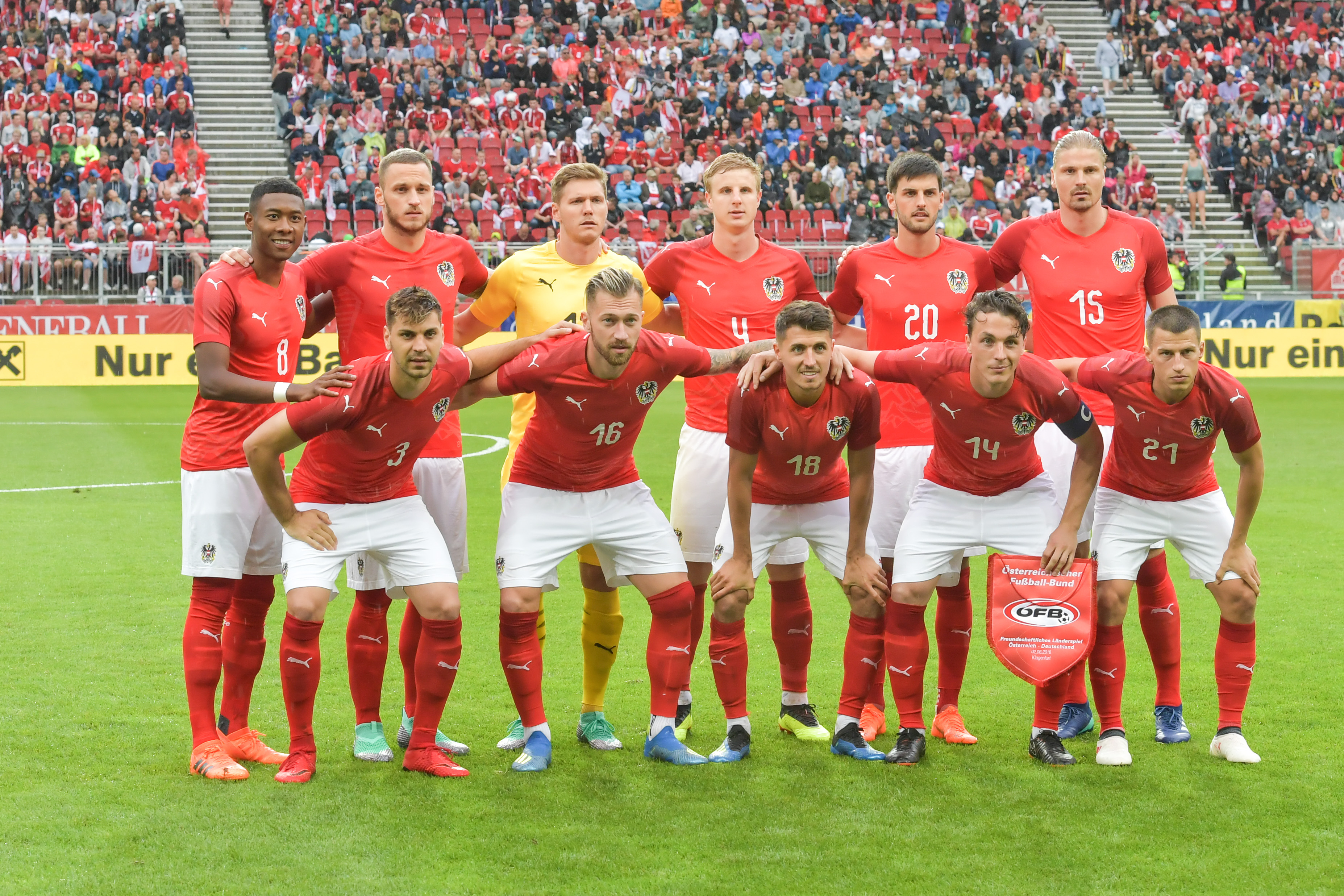
Austria en un partido amistoso ante Alemania.

Austria luego participaría en el Grupo D de la clasificación para la Copa del Mundo 2018 junto con Gales, Serbia, Irlanda, Georgia y Moldavia. Sin embargo, la pesadilla anterior en la Eurocopa tuvo un gran impacto en el equipo austríaco, y Austria terminó la clasificación en el cuarto lugar del grupo, y no logró clasificarse para la copa mundial de 2018.

#### Década de 2020
Austria se incluyó en el Grupo G de la clasificación para la Eurocopa 2020 junto con Polonia, Macedonia del Norte, Eslovenia, Israel y Letonia. Austria tuvo problemas en los primeros juegos después de una derrota ante Polonia en casa y una derrota impactante ante Israel y otra ante Letonia. A medida que el grupo se volvió más competitivo, Austria ganó seis de los últimos nueve partidos y terminó segundo en el grupo con diecinueve puntos. Marko Arnautović lideró al equipo con más goles y empató a Robert Lewandowski con nueve goles. Austria se clasificó para su Eurocopa. También fue la segunda vez que Austria se clasificó para un torneo importante de forma consecutiva desde la Copa del Mundo de 1954 y 1958.
Austria fue incluida en el Grupo C de la Eurocopa 2020 junto con Países Bajos, Ucrania y la debutante Macedonia del Norte. Austria inició el primer partido con una victoria por 3-1 contra Macedonia del Norte. Fue la primera victoria de Austria en un Campeonato de Europa y la primera vez que marcó más de un gol en un partido de la fase de grupos. En el último partido de la fase de grupos, Austria necesitaba una victoria para asegurarse el segundo lugar y derrotó a Ucrania por 1-0. Austria terminó segundo en el grupo y fue la primera vez que avanzó a las etapas eliminatorias en los Campeonatos de Europa. Se enfrentaron a Italia en los octavos de final en el Estadio de Wembley y perdieron 2-1 después de la prórroga con Saša Kalajdžić anotando su único gol del partido en el minuto 114'.
Para las eliminatorias hacia Catar 2022 Austria empezó con un empate, 2-2 contra Escocia de visitante; obtuvo 5 victorias, un empate y 4 derrotas ante Escocia de local y Dinamarca de local y visitante y frente a Israel de visitante. Por lo que su puesto final fue el 4.º por delante de selecciones como Islas Feroe e Moldavia, pero por su desempeño y coeficiente positivo en la Liga de Naciones de la UEFA 2020-21 logró obtener un puesto en el repechaje mundialista, no obstante quedó eliminado al perder con Gales en las semifinales de los play-offs por 2-1.
Luego del fracaso clasificatorio rumbo al mundial de 2022, Austria disputó la Liga de Naciones de la UEFA 2022-23, siendo incluida en el grupo A1 junto con Francia (campeona de la edición anterior), Dinamarca y Croacia, donde quedó última de su grupo con 4 puntos producto de una victoria y un empate ante Croacia y Francia respectivamente, certificando su descenso a la liga B.
Posteriormente Austria disputó la clasificación de la Eurocopa 2024, siendo incluida en el Grupo F, junto con Bélgica, Suecia, Azerbaiyán y Estonia, logrando la clasificación al torneo continental, quedando segunda de su grupo con 19 puntos, producto de 6 victorias, 1 empate y 1 derrota ante Bélgica en Viena.
Austria fue incluida en el Grupo D de la Eurocopa 2024, junto con Francia, Polonia y Países Bajos. Austria inició el primer partido con una derrota ante Francia por la mínima por un autogol de Maximilian Wöber, posteriormente en su segundo partido, logró una victoria por 1-3 ante Polonia y en la última fecha ante los Países Bajos, Austria obtuvo su revancha tras perder con los neerlandeses en la edición anterior, logrando una victoria por 2-3, consiguiendo el liderato de su grupo con 6 puntos y su segunda clasificación de forma consecutiva a las etapas eliminatorias en los Campeonatos de Europa, en los octavos de final se enfrentaron a Turquía, donde fueron derrotados por los otomanos por 2-1, el descuento fue realizado por Michael Gregoritsch, quedándose en el noveno puesto de la tabla general y siendo hasta el momento su mejor participación en la Eurocopa.

## Uniforme
| Primer uniforme | (Ver Evolución) | Actual |  |

## Rivalidad
Mantiene rivalidad futbolística con sus vecinos Hungría, Alemania y Suiza, las primeras dos por conflictos políticos en el pasado. Y en menor medida contra Eslovaquia, Eslovenia y República Checa.

## Últimos partidos y próximos encuentros
Actualizado al último partido jugado el 7 de junio de 2025.
| Fecha      | Ciudad     | Local                | Resultado | Visitante    | Competencia                     |
| ---------- | ---------- | -------------------- | --------- | ------------ | ------------------------------- |
| 21-06-2024 | Berlín     | Austria              | 3:1       | Polonia      | Eurocopa 2024                   |
| 25-06-2024 | Berlín     | Austria              | 3:2       | Países Bajos | Eurocopa 2024                   |
| 02-07-2024 | Leipzig    | Austria              | 1:2       | Turquía      | Eurocopa 2024                   |
| 06-09-2024 | Liubliana  | Eslovenia            | 1:1       | Austria      | Liga de Naciones UEFA 24/25     |
| 09-09-2024 | Oslo       | Noruega              | 2:1       | Austria      | Liga de Naciones UEFA 24/25     |
| 10-10-2024 | Linz       | Austria              | 4:0       | Kazajistán   | Liga de Naciones UEFA 24/25     |
| 13-10-2024 | Linz       | Austria              | 5:1       | Noruega      | Liga de Naciones UEFA 24/25     |
| 14-11-2024 | Astaná     | Kazajistán           | 0:2       | Austria      | Liga de Naciones UEFA 24/25     |
| 17-11-2024 | Viena      | Austria              | 1:1       | Eslovenia    | Liga de Naciones UEFA 24/25     |
| 20-03-2025 | Viena      | Austria              | 1:1       | Serbia       | Liga de Naciones UEFA 24/25     |
| 23-03-2025 | Belgrado   | Serbia               | 2:0       | Austria      | Liga de Naciones UEFA 24/25     |
| 07-06-2025 | Viena      | Austria              | 2:1       | Rumania      | Clasificación Copa Mundial 2026 |
| 10-06-2025 | Serravalle | San Marino           | -:-       | Austria      | Clasificación Copa Mundial 2026 |
| 06-09-2025 | TBD        | Austria              | -:-       | Chipre       | Clasificación Copa Mundial 2026 |
| 09-09-2025 | TBD        | Bosnia y Herzegovina | -:-       | Austria      | Clasificación Copa Mundial 2026 |

## Jugadores

### Última convocatoria
Lista de jugadores para los partidos ante Serbia de marzo de 2025:
| N.º | Nombre                | Posición       | Edad    | PJ  | Goles | Equipo                   |
| --- | --------------------- | -------------- | ------- | --- | ----- | ------------------------ |
| 1   | Alexander Schlager    | Portero        | 29 años | 19  | 0     | R. B. Salzburgo          |
| 12  | Tobias Lawal          | Portero        | 25 años | 0   | 0     | LASK                     |
| 13  | Patrick Pentz         | Portero        | 28 años | 14  | 0     | Brøndby                  |
| 2   | Jonas Auer            | Defensa        | 25 años | 0   | 0     | Rapid Viena              |
| 3   | Samson Baidoo         | Defensa        | 21 años | 1   | 0     | R. B. Salzburgo          |
| 5   | Gernot Trauner        | Defensa        | 33 años | 16  | 2     | Feyenoord                |
| 8   | David Alaba           | Defensa        | 33 años | 107 | 15    | Real Madrid              |
| 14  | Leopold Querfeld      | Defensa        | 21 años | 4   | 0     | Union Berlin             |
| 15  | Philipp Lienhart      | Defensa        | 29 años | 31  | 3     | Friburgo                 |
| 16  | Phillipp Mwene        | Defensa        | 31 años | 22  | 0     | Mainz 05                 |
| 19  | Stefan Lainer         | Defensa        | 32 años | 39  | 2     | Borussia Mönchengladbach |
|     | Alexander Prass       | Defensa        | 26 años | 13  | 0     | Hoffenheim               |
| 4   | Xaver Schlager        | Centrocampista | 27 años | 44  | 4     | R. B. Leipzig            |
| 6   | Nicolas Seiwald       | Centrocampista | 24 años | 36  | 0     | R. B. Leipzig            |
| 10  | Florian Grillitsch    | Centrocampista | 30 años | 51  | 1     | Real Valladolid          |
| 18  | Romano Schmid         | Centrocampista | 25 años | 23  | 2     | Werder Bremen            |
| 20  | Konrad Laimer         | Centrocampista | 28 años | 47  | 5     | Bayern Múnich            |
| 21  | Patrick Wimmer        | Centrocampista | 24 años | 23  | 1     | Wolfsburgo               |
| 22  | Muhammed Cham         | Centrocampista | 24 años | 5   | 0     | Trabzonspor              |
| 23  | Kevin Stöger          | Centrocampista | 31 años | 5   | 0     | Borussia Mönchengladbach |
|     | Christoph Baumgartner | Centrocampista | 26 años | 49  | 18    | R. B. Leipzig            |
| 7   | Marko Arnautović      | Delantero      | 36 años | 123 | 39    | Inter de Milán           |
| 9   | Raul Florucz          | Delantero      | 24 años | 1   | 0     | Olimpija Ljubljana       |
| 11  | Michael Gregoritsch   | Delantero      | 31 años | 64  | 19    | Friburgo                 |
| 17  | Marco Grüll           | Delantero      | 27 años | 6   | 0     | Werder Bremen            |
| DT  | Ralf Rangnick         | Entrenador     | 67 años |     |       |                          |

### Mayores participaciones

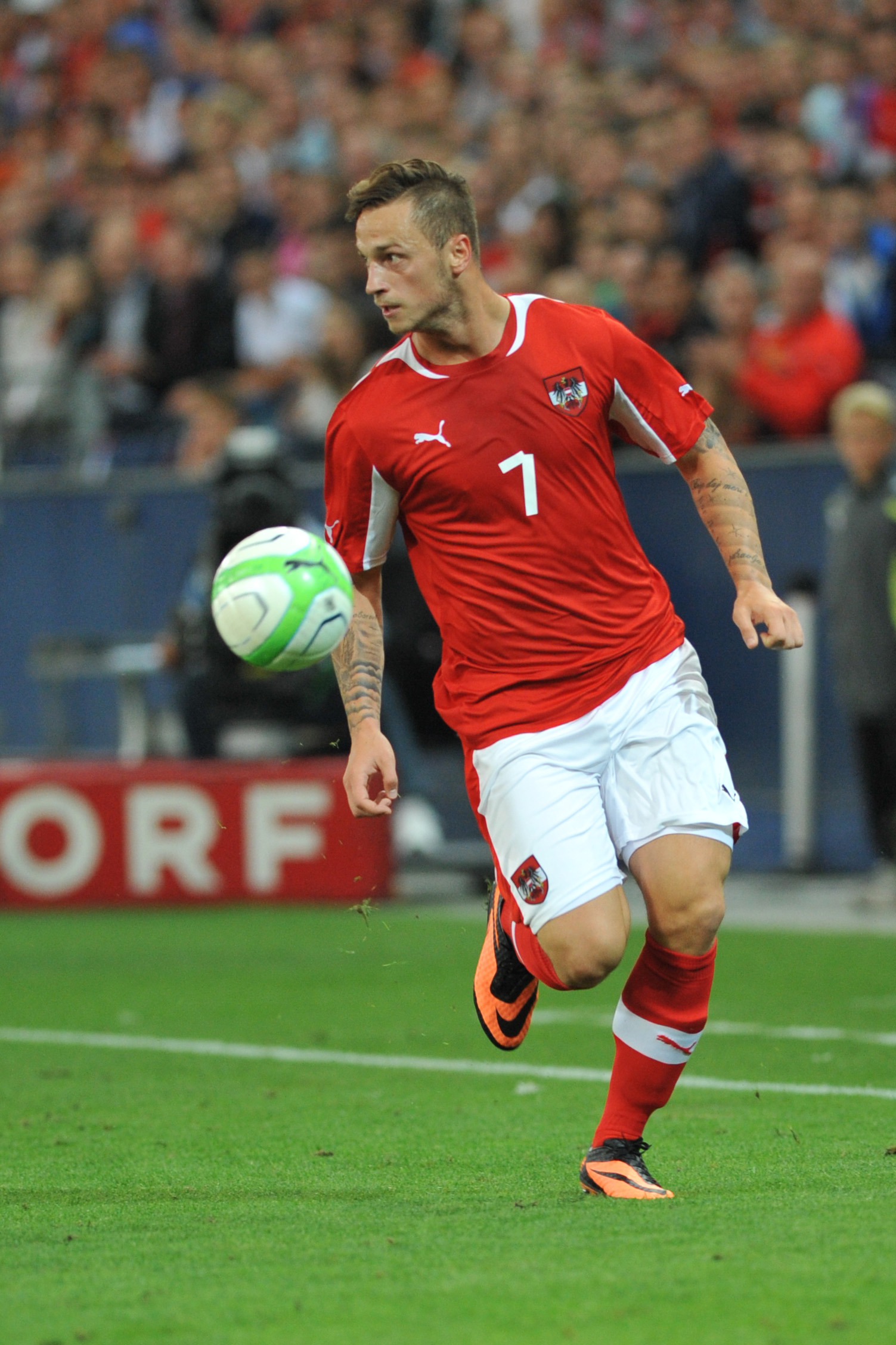
Marko Arnautović es el jugador con más partidos en la historia de Austria.

- Actualizado en junio de 2024

| #  | Jugador               | Periodo   | Partidos | Goles |
| 1  | Marko Arnautović      | 2008–act. | 114      | 37    |
| -- | --------------------- | --------- | -------- | ----- |
| 2  | Andreas Herzog        | 1988–2003 | 103      | 26    |
| 3  | David Alaba           | 2009–act. | 101      | 15    |
| 4  | Aleksandar Dragović   | 2009–act. | 100      | 2     |
| 5  | Anton Polster         | 1982–2000 | 95       | 44    |
| 6  | Gerhard Hanappi       | 1948–1964 | 93       | 12    |
| 7  | Karl Koller           | 1952–1965 | 86       | 5     |
| 8  | Friedrich Koncilia    | 1970–1985 | 84       | 0     |
| 9  | Bruno Pezzey          | 1975–1990 | 84       | 9     |
| 10 | Julian Baumgartlinger | 2009–2023 | 84       | 1     |

### Máximos goleadores

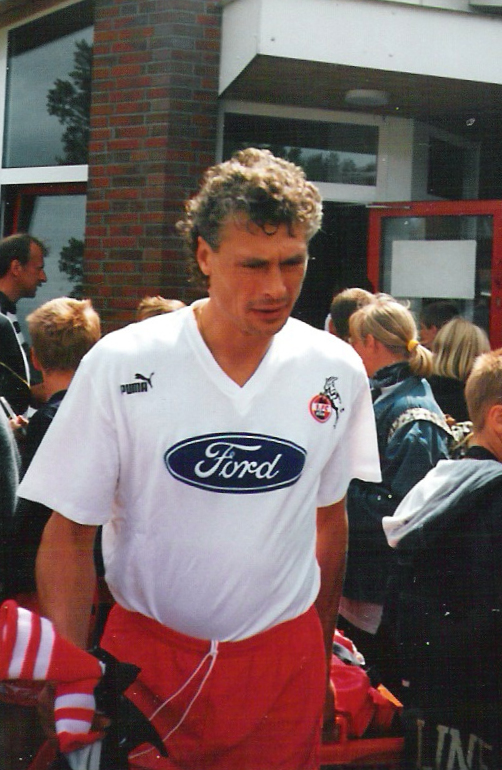
Toni Polster es el máximo goleador de Austria

- Actualizado en junio de 2024

| #  | Jugador           | Periodo   | Goles | Partidos | Promedio |
| -- | ----------------- | --------- | ----- | -------- | -------- |
| 1  | Anton Polster     | 1982–2000 | 44    | 95       | 0.46     |
| 2  | Marko Arnautović  | 2008–act. | 39    | 114      | 0.34     |
| 3  | Johann Krankl     | 1973–1985 | 34    | 69       | 0.49     |
| 4  | Johann Horvath    | 1924–1934 | 29    | 46       | 0.63     |
| 5  | Erich Hof         | 1957–1968 | 28    | 37       | 0.76     |
| 5  | Marc Janko        | 2006–2019 | 28    | 70       | 0.40     |
| 7  | Anton Schall      | 1927–1934 | 27    | 28       | 0.96     |
| 8  | Matthias Sindelar | 1926–1937 | 26    | 43       | 0.60     |
| 8  | Andreas Herzog    | 1988–2003 | 26    | 103      | 0.25     |
| 10 | Karl Zischek      | 1931–1945 | 24    | 40       | 0.60     |

## Entrenadores
- Hugo Meisl (1912 – 1914)
- Heinrich Retschury (1914 – 1919)
- Hugo Meisl (1919 – 1937)
- Heinrich Retschury (1937)
- Karl Zankl (1945)
- Edi Bauer (1945 – 1948)
- Eduard Frühwirth (1948)
- Walter Nausch (1948 – 1954)
- Hans Kaulich (1954 – 1955)
- Josef Molzer (1955)
- Karl Geyer (1955 – 1956)
- Josef Argauer (1956 – 1958)
- Josef Molzer (1956 – 1958)
- Alfred Frey (1958)
- Franz Putzendopler (1958)
- Egon Selzer (1958)
- Josef Molzer (1958)
- Karl Decker (1958 – 1964)
- Josef Walter (1964)
- Béla Guttmann (1964)
- Eduard Frühwirth (1964 – 1967)
- Erwin Alge (1967 – 1968)
- Hans Pesser (1967 – 1968)
- Leopold Šťastný (1968 – 1975)
- Branko Elsner (1975)
- Helmut Senekowitsch (1976 - 1978)
- Karl Stotz (1978 – 1981)
- Georg Schmidt (1982)
- Felix Latzke (1982)
- Erich Hof (1982 – 1984)
- Branko Elsner (1985 – 1987)
- Josef Hickersberger (1988 – 1990)
- Alfred Riedl (1990 – 1991)
- Dietmar Constantini (1991)
- Ernst Happel (1992)
- Dietmar Constantini (1992)
- Herbert Prohaska (1993 – 1999)
- Otto Barić (1999 – 2001)
- Hans Krankl (2002– 2005)
- Willibald Ruttensteiner (2005)
- Josef Hickersberger (2006 - 2008)
- Karel Brückner (2008 - 2009)
- Dietmar Constantini (2009 - 2011)
- Willibald Ruttensteiner (2011)
- Marcel Koller (2011 - 2017)
- Franco Foda (2018 - 2022)
- Ralf Rangnick (2022 - presente)

## Palmarés
- Copa Internacional de Europa Central (1): 1931-32.
- Ascenso a la Liga A de la Liga de las Naciones de la UEFA como campeón de grupo (1): 2020 (no da título de campeón)

## Estadísticas

### Juegos Olímpicos
| Juegos Olímpicos                                                                                         | Juegos Olímpicos              | Juegos Olímpicos              | Juegos Olímpicos              | Juegos Olímpicos              | Juegos Olímpicos              | Juegos Olímpicos              | Juegos Olímpicos              |
| Año | Ronda                         | J                             | G                             | E                             | P                             | GF                            | GC                            |
| --- | ----------------------------- | ----------------------------- | ----------------------------- | ----------------------------- | ----------------------------- | ----------------------------- | ----------------------------- |
| 1908 | No participó                  | No participó                  | No participó                  | No participó                  | No participó                  | No participó                  | No participó                  |
| 1912 | Cuartos de final              | 5                             | 3                             | 0                             | 2                             | 13                            | 8                             |
| 1920 | No participó                  | No participó                  | No participó                  | No participó                  | No participó                  | No participó                  | No participó                  |
| 1924 | No participó                  | No participó                  | No participó                  | No participó                  | No participó                  | No participó                  | No participó                  |
| 1928 | No participó                  | No participó                  | No participó                  | No participó                  | No participó                  | No participó                  | No participó                  |
| 1932 | No hubo competición de fútbol | No hubo competición de fútbol | No hubo competición de fútbol | No hubo competición de fútbol | No hubo competición de fútbol | No hubo competición de fútbol | No hubo competición de fútbol |
| 1936 | Subcampeón                    | 4                             | 2                             | 0                             | 2                             | 9                             | 8                             |
| 1948 | Primera ronda                 | 1                             | 0                             | 0                             | 1                             | 0                             | 3                             |
| Desde 1952 los Juegos Olímpicos los disputan selecciones amateurs, y a partir de 1992 selecciones sub-23 |                               |                               |                               |                               |                               |                               |                               |
| Total | 3/7                           | 10                            | 5                             | 0                             | 5                             | 22                            | 19                            |

### Copa Mundial de Fútbol
| Copa Mundial de Fútbol | Copa Mundial de Fútbol                       | Copa Mundial de Fútbol                       | Copa Mundial de Fútbol                       | Copa Mundial de Fútbol                       | Copa Mundial de Fútbol                       | Copa Mundial de Fútbol                       | Copa Mundial de Fútbol                       | Copa Mundial de Fútbol                       | Copa Mundial de Fútbol                       |
| Año                    | Ronda                                        | Posición                                     | J                                            | G                                            | E                                            | P                                            | GF                                           | GC                                           | DG                                           |
| ---------------------- | -------------------------------------------- | -------------------------------------------- | -------------------------------------------- | -------------------------------------------- | -------------------------------------------- | -------------------------------------------- | -------------------------------------------- | -------------------------------------------- | -------------------------------------------- |
| 1930                   | No participó                                 | No participó                                 | No participó                                 | No participó                                 | No participó                                 | No participó                                 | No participó                                 | No participó                                 | No participó                                 |
| 1934                   | Cuarto lugar                                 | 4.ª                                          | 4                                            | 2                                            | 0                                            | 2                                            | 7                                            | 7                                            | 0                                            |
| 1938                   | Clasificó pero no participó por el Anschluss | Clasificó pero no participó por el Anschluss | Clasificó pero no participó por el Anschluss | Clasificó pero no participó por el Anschluss | Clasificó pero no participó por el Anschluss | Clasificó pero no participó por el Anschluss | Clasificó pero no participó por el Anschluss | Clasificó pero no participó por el Anschluss | Clasificó pero no participó por el Anschluss |
| 1950                   | No participó                                 | No participó                                 | No participó                                 | No participó                                 | No participó                                 | No participó                                 | No participó                                 | No participó                                 | No participó                                 |
| 1954                   | Tercer lugar                                 | 3.ª                                          | 5                                            | 4                                            | 0                                            | 1                                            | 17                                           | 12                                           | +5                                           |
| 1958                   | Fase de grupos                               | 15.ª                                         | 3                                            | 0                                            | 1                                            | 2                                            | 2                                            | 7                                            | -5                                           |
| 1962                   | No participó                                 | No participó                                 | No participó                                 | No participó                                 | No participó                                 | No participó                                 | No participó                                 | No participó                                 | No participó                                 |
| 1966                   | No clasificó                                 | No clasificó                                 | No clasificó                                 | No clasificó                                 | No clasificó                                 | No clasificó                                 | No clasificó                                 | No clasificó                                 | No clasificó                                 |
| 1970                   | No clasificó                                 | No clasificó                                 | No clasificó                                 | No clasificó                                 | No clasificó                                 | No clasificó                                 | No clasificó                                 | No clasificó                                 | No clasificó                                 |
| 1974                   | No clasificó                                 | No clasificó                                 | No clasificó                                 | No clasificó                                 | No clasificó                                 | No clasificó                                 | No clasificó                                 | No clasificó                                 | No clasificó                                 |
| 1978                   | Segunda ronda                                | 7.ª                                          | 6                                            | 3                                            | 0                                            | 3                                            | 7                                            | 10                                           | -3                                           |
| 1982                   | Segunda ronda                                | 8.ª                                          | 5                                            | 2                                            | 1                                            | 2                                            | 5                                            | 4                                            | +1                                           |
| 1986                   | No clasificó                                 | No clasificó                                 | No clasificó                                 | No clasificó                                 | No clasificó                                 | No clasificó                                 | No clasificó                                 | No clasificó                                 | No clasificó                                 |
| 1990                   | Fase de grupos                               | 18.ª                                         | 3                                            | 1                                            | 0                                            | 2                                            | 2                                            | 3                                            | -1                                           |
| 1994                   | No clasificó                                 | No clasificó                                 | No clasificó                                 | No clasificó                                 | No clasificó                                 | No clasificó                                 | No clasificó                                 | No clasificó                                 | No clasificó                                 |
| 1998                   | Fase de grupos                               | 23.ª                                         | 3                                            | 0                                            | 2                                            | 1                                            | 3                                            | 4                                            | -1                                           |
| 2002                   | No clasificó                                 | No clasificó                                 | No clasificó                                 | No clasificó                                 | No clasificó                                 | No clasificó                                 | No clasificó                                 | No clasificó                                 | No clasificó                                 |
| 2006                   | No clasificó                                 | No clasificó                                 | No clasificó                                 | No clasificó                                 | No clasificó                                 | No clasificó                                 | No clasificó                                 | No clasificó                                 | No clasificó                                 |
| 2010                   | No clasificó                                 | No clasificó                                 | No clasificó                                 | No clasificó                                 | No clasificó                                 | No clasificó                                 | No clasificó                                 | No clasificó                                 | No clasificó                                 |
| 2014                   | No clasificó                                 | No clasificó                                 | No clasificó                                 | No clasificó                                 | No clasificó                                 | No clasificó                                 | No clasificó                                 | No clasificó                                 | No clasificó                                 |
| 2018                   | No clasificó                                 | No clasificó                                 | No clasificó                                 | No clasificó                                 | No clasificó                                 | No clasificó                                 | No clasificó                                 | No clasificó                                 | No clasificó                                 |
| 2022                   | No clasificó                                 | No clasificó                                 | No clasificó                                 | No clasificó                                 | No clasificó                                 | No clasificó                                 | No clasificó                                 | No clasificó                                 | No clasificó                                 |
| 2026                   | Por disputarse                               | Por disputarse                               | Por disputarse                               | Por disputarse                               | Por disputarse                               | Por disputarse                               | Por disputarse                               | Por disputarse                               | Por disputarse                               |
| 2030                   | Por disputarse                               | Por disputarse                               | Por disputarse                               | Por disputarse                               | Por disputarse                               | Por disputarse                               | Por disputarse                               | Por disputarse                               | Por disputarse                               |
| 2034                   | Por disputarse                               | Por disputarse                               | Por disputarse                               | Por disputarse                               | Por disputarse                               | Por disputarse                               | Por disputarse                               | Por disputarse                               | Por disputarse                               |
| Total                  | 7/22                                         | 21.ª                                         | 29                                           | 12                                           | 4                                            | 13                                           | 43                                           | 47                                           | -4                                           |

### Eurocopa
| Eurocopa | Eurocopa         | Eurocopa     | Eurocopa     | Eurocopa     | Eurocopa     | Eurocopa     | Eurocopa     | Eurocopa     | Eurocopa     |
| Año      | Ronda            | Posición     | J            | G            | E            | P            | GF           | GC           | DG           |
| -------- | ---------------- | ------------ | ------------ | ------------ | ------------ | ------------ | ------------ | ------------ | ------------ |
| 1960     | No clasificó     | No clasificó | No clasificó | No clasificó | No clasificó | No clasificó | No clasificó | No clasificó | No clasificó |
| 1964     | No clasificó     | No clasificó | No clasificó | No clasificó | No clasificó | No clasificó | No clasificó | No clasificó | No clasificó |
| 1968     | No clasificó     | No clasificó | No clasificó | No clasificó | No clasificó | No clasificó | No clasificó | No clasificó | No clasificó |
| 1972     | No clasificó     | No clasificó | No clasificó | No clasificó | No clasificó | No clasificó | No clasificó | No clasificó | No clasificó |
| 1976     | No clasificó     | No clasificó | No clasificó | No clasificó | No clasificó | No clasificó | No clasificó | No clasificó | No clasificó |
| 1980     | No clasificó     | No clasificó | No clasificó | No clasificó | No clasificó | No clasificó | No clasificó | No clasificó | No clasificó |
| 1984     | No clasificó     | No clasificó | No clasificó | No clasificó | No clasificó | No clasificó | No clasificó | No clasificó | No clasificó |
| 1988     | No clasificó     | No clasificó | No clasificó | No clasificó | No clasificó | No clasificó | No clasificó | No clasificó | No clasificó |
| 1992     | No clasificó     | No clasificó | No clasificó | No clasificó | No clasificó | No clasificó | No clasificó | No clasificó | No clasificó |
| 1996     | No clasificó     | No clasificó | No clasificó | No clasificó | No clasificó | No clasificó | No clasificó | No clasificó | No clasificó |
| 2000     | No clasificó     | No clasificó | No clasificó | No clasificó | No clasificó | No clasificó | No clasificó | No clasificó | No clasificó |
| 2004     | No clasificó     | No clasificó | No clasificó | No clasificó | No clasificó | No clasificó | No clasificó | No clasificó | No clasificó |
| 2008     | Fase de grupos   | 13.ª         | 3            | 0            | 1            | 2            | 1            | 3            | -2           |
| 2012     | No clasificó     | No clasificó | No clasificó | No clasificó | No clasificó | No clasificó | No clasificó | No clasificó | No clasificó |
| 2016     | Fase de grupos   | 22.ª         | 3            | 0            | 1            | 2            | 1            | 4            | -3           |
| 2020     | Octavos de final | 12.ª         | 4            | 2            | 0            | 2            | 5            | 5            | 0            |
| 2024     | Octavos de final | 9.ª          | 4            | 2            | 0            | 2            | 7            | 6            | 1            |
| 2028     | Por definir      | Por definir  | Por definir  | Por definir  | Por definir  | Por definir  | Por definir  | Por definir  | Por definir  |
| 2032     | Por definir      | Por definir  | Por definir  | Por definir  | Por definir  | Por definir  | Por definir  | Por definir  | Por definir  |
| Total    | 4/17             | 18.ª         | 14           | 4            | 2            | 8            | 14           | 18           | -4           |

### Liga de Naciones de la UEFA
| Liga de Naciones de la UEFA | Liga de Naciones de la UEFA | Liga de Naciones de la UEFA | Liga de Naciones de la UEFA | Liga de Naciones de la UEFA | Liga de Naciones de la UEFA | Liga de Naciones de la UEFA | Liga de Naciones de la UEFA | Liga de Naciones de la UEFA | Liga de Naciones de la UEFA | Liga de Naciones de la UEFA | Liga de Naciones de la UEFA |
| Año                         | L                           | G                           | Ronda                       | Posición                    | J                           | G                           | E                           | P                           | GF                          | GC                          | DG                          |
| --------------------------- | --------------------------- | --------------------------- | --------------------------- | --------------------------- | --------------------------- | --------------------------- | --------------------------- | --------------------------- | --------------------------- | --------------------------- | --------------------------- |
| 2018-19                     | B                           | 3                           | Segundo lugar               | 18.ª                        | 4                           | 2                           | 1                           | 1                           | 3                           | 2                           | +1                          |
| 2020-21                     | B                           | 1                           | Primer lugar                | 18.ª                        | 6                           | 4                           | 1                           | 1                           | 9                           | 6                           | +3                          |
| 2022-23                     | A                           | 1                           | Cuarto lugar                | 13.ª                        | 6                           | 1                           | 1                           | 4                           | 5                           | 7                           | -2                          |
| Total                       | Total                       | Total                       | 3/3                         | 15.ª                        | 16                          | 7                           | 3                           | 6                           | 17                          | 15                          | +2                          |